# Hersilia long
Espèce
Hersilia long est une espèce d'araignées aranéomorphes de la famille des Hersiliidae.

## Distribution
Cette espèce est endémique du Sichuan en Chine,. Elle se rencontre dans le xian de Danba.

## Description
La femelle holotype mesure 7,60 mm

## Systématique et taxinomie
Cette espèce a été décrite par Lin et Li en 2022.

## Publication originale
- Lin & Li, 2022 : « Taxonomic notes on seven species of the family Hersiliidae (Arachnida: Araneae) from China and the Philippines. » Zoological Systematics, vol. 47, no 2, p. 132-145.